# New York Botanical Garden

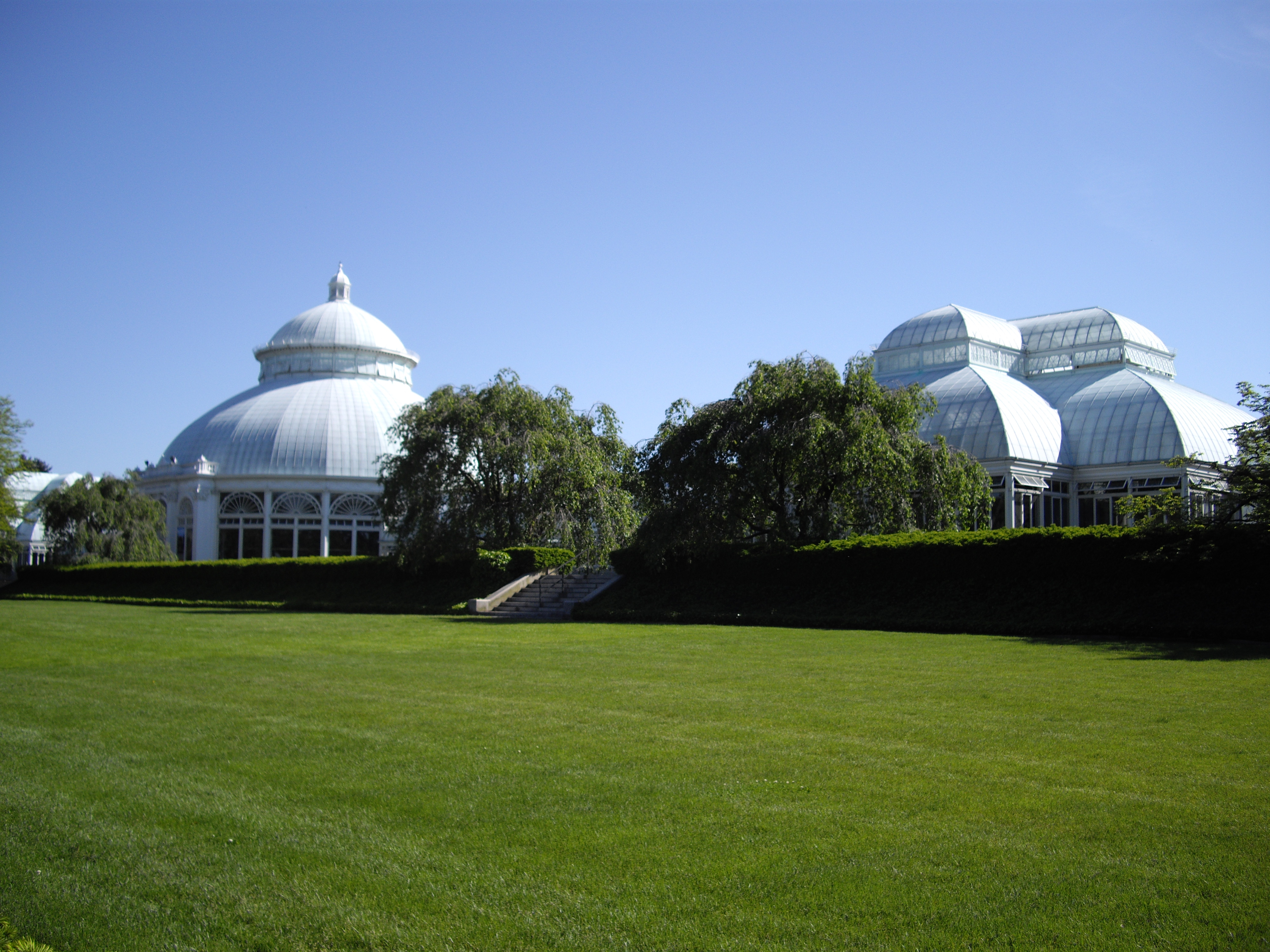
Els hivernacles

El New York Botanical Garden (en català Jardí botànic de Nova York), situat a New York, és un dels primers  jardins botànics dels Estats Units d'Amèrica. Es troba a l'East 200th Street i Kazimiroff Boulevard i ocupa 97 hectàrees del Bronx Park al borough del Bronx. Acull diversos laboratoris botànics que són entre els més considerats al món. El complex és una barreja de 48 jardins i col·leccions de plantes diferents. Els turistes que visiten el jardí poden passar tota una jornada admirant els salts d'aigua, així com un parc de 200000 m² ple de roures, faigs, cirerers, bedolls i freixes blancs, dels quals alguns tenen més de 200 anys.
El jardí va ser fundat el 1891 a una part de la finca «Belmont», propietat del magnat del tabac Pierre Lorillard (1833-1901) gràcies a una col·lecta de fons organitzada pel botànic de la Universitat de Colúmbia Nathaniel Lord Britton (1859-1934) que volia seguir l'exemple dels Royal Botanic Gardens of Kews situats prop de Londres.
Entre els llocs importants del parc, s'hi troben un autèntic hivernacle de ferro forjat datant dels anys 1890, i realitzat per Lord & Burnham, el Peggy Rockefeller Memorial Rose Garden (creat per Beatrix Farrand el 1916), un  jardí a la japonesa, i una exposició de coníferes de 150000 m². A més a més, el parc és proveït de complexos d'investigació, d'una biblioteca amb 50000 obres, així com de l'arxiu d'herbaris que inventaria més de set milions d'espècies vegetals, recollides durant els tres darrers segles. Al cor del Jardí, un bosc de 162000 m² que resta verge simbolitza l'antic bosc que recobria la ciutat de New York abans de l'arribada dels colons europeus al segle xvii. El bosc fins i tot és tallat en dos pel Bronx River, i comprèn un petit canyon així com ràpids, i el molí de tabac Lorillard situat a les seves ribes que es remunta als anys 1840.